# Салем (округ, Нью-Джерсі)
Шаблон:StateAbbr_ 39°35′ пн. ш. 75°22′ зх. д. / 39.58° пн. ш. 75.36° зх. д.
Округ  Салем (англ. Salem County) — округ (графство) у штаті  Нью-Джерсі, США.  В місті Салем знаходиться адміністративний центр округу. Ідентифікатор округу 34033.

## Історія
Округ утворений 1694 року.

## Демографія
За даними перепису 
2000 року 
загальне населення округу становило 64285 осіб, зокрема міського населення було 37461, а сільського — 26824.
Серед мешканців округу чоловіків було 31047, а жінок — 33238. В окрузі було 24295 домогосподарств, 17371 родин, які мешкали в 26158 будинках.
Середній розмір родини становив 3,08.
Віковий розподіл населення поданий у таблиці:
| Стать    | До 15 років | 15-21 | 22-29 | 30-39 | 40-49 | 50-65 | 65-85 | Понад 85 |
| -------- | ----------- | ----- | ----- | ----- | ----- | ----- | ----- | -------- |
| Чоловіки | 6778        | 3194  | 2721  | 4325  | 4939  | 5311  | 3443  | 336      |
| Жінки    | 6657        | 2935  | 2787  | 4703  | 5238  | 5386  | 4776  | 756      |

## Суміжні округи
- Глостер - північний схід
- Камберленд - південний схід
- Кент, Делавер - південний захід
- Нью-Касл, Делавер - захід

## Виноски
1. ↑  Forstall, Richard L. Population of states and counties of the United States: 1790 to 1990 from the Twenty-one Decennial Censuses, pp. 108-109. Бюро перепису населення США, March 1996. ISBN 9780934213486. Accessed October 6, 2013.
2. ↑  New Jersey: 2010 - Population and Housing Unit Counts; 2010 Census of Population and Housing, p. 6, CPH-2-32. Бюро перепису населення США, August 2012. Accessed August 29, 2016.
3. ↑  DP-1 - Profile of General Demographic Characteristics: 2000; Census 2000 Summary File 1 (SF 1) 100-Percent Data for Salem County, New Jersey[недоступне посилання], Бюро перепису населення США. Accessed January 23, 2013.(англ.) Наведено за англійською вікіпедією.
4. ↑  DP1 - Profile of General Population and Housing Characteristics: 2010 Demographic Profile Data for Salem County, New Jersey[недоступне посилання], Бюро перепису населення США. Accessed March 26, 2016.
5. ↑  U.S. Census Bureau Delivers New Jersey's 2010 Census Population Totals, Бюро перепису населення США, February 3, 2011. Accessed February 5, 2011.
6. ↑  State & County QuickFacts. United States Census Bureau. Архів оригіналу за 6 червня 2011. Процитовано 18 січня 2014. [Архівовано 2011-06-06 у Wayback Machine.]
7. ↑  American FactFinder. Бюро перепису населення США. Архів оригіналу за 26 лютого 2012. Процитовано 31 січня 2008. [Архівовано 2008-05-21 у Wayback Machine.]

| США | Це незавершена стаття з географії США. Ви можете допомогти проєкту, виправивши або дописавши її. |